# Daesiola zarudnyi
Daesiola zarudnyi är en spindeldjursart som beskrevs av Roewer 1933. Daesiola zarudnyi ingår i släktet Daesiola och familjen Daesiidae. Inga underarter finns listade i Catalogue of Life.